# Кличевац
Кличевац је насеље у Србији у општини Пожаревац у Браничевском округу. Према попису из 2022. било је 771 становника.

## Историја
Кличевац је у средњем веку било метох манастира Тисман и Водица. Село је манастирима даровао кнез Лазар Хребељановић.
Указом Краља од 15. октобра 1923. године насеље је добило статус варошице.

## Географија
Налази се у Стигу, окружен брдима Помрлово, Голо Брдо и Брдо Планина од познатијих.

## Етнографија
Село има осмогодишњу школу, дом здравља,пошту и дом културе, али поред свега популација села има тенденцију опадања.
Место је такође познато јер се ту налази кућа војводе Миленка Стојковића и овде је пронађен кличевачки идол који је симбол општине Пожаревац
Овде се налази Црква Светог Трифуна у Кличевцу.

## Демографија
У насељу Кличевац живи 1089 пунолетних становника, а просечна старост становништва износи 44,8 година (43,0 код мушкараца и 46,3 код жена). У насељу има 387 домаћинстава, а просечан број чланова по домаћинству је 3,43.
Ово насеље је великим делом насељено Србима (према попису из 2002. године), а у последња три пописа, примећен је пад у броју становника.
|  |

| Демографија | Демографија | Демографија |
| Година      | Становника  | Становника  |
| ----------- | ----------- | ----------- |
| 1948.       | 2.572       |             |
| 1953.       | 2.606       |             |
| 1961.       | 2.624       |             |
| 1971.       | 2.477       |             |
| 1981.       | 2.242       |             |
| 1991.       | 2.084       | 1.717       |
| 2002.       | 1.329       | 1.832       |
| 2011.       | 1.078       |             |

| Етнички састав према попису из 2002.‍ | Етнички састав према попису из 2002.‍ | Етнички састав према попису из 2002.‍ | Етнички састав према попису из 2002.‍ | Етнички састав према попису из 2002.‍ |
| ------------------------------------ | ------------------------------------ | ------------------------------------ | ------------------------------------ | ------------------------------------ |
|                                      |                                      |                                      |                                      |                                      |
| Срби                                 | Срби                                 |                                      | 1.292                                | 97,21%                               |
| Румуни                               | Румуни                               |                                      | 6                                    | 0,45%                                |
| Роми                                 | Роми                                 |                                      | 6                                    | 0,45%                                |
| Власи                                | Власи                                |                                      | 4                                    | 0,30%                                |
| Црногорци                            | Црногорци                            |                                      | 1                                    | 0,07%                                |
| Украјинци                            | Украјинци                            |                                      | 1                                    | 0,07%                                |
| Македонци                            | Македонци                            |                                      | 1                                    | 0,07%                                |
| Бугари                               | Бугари                               |                                      | 1                                    | 0,07%                                |
| непознато                            | непознато                            |                                      | 17                                   | 1,27%                                |

| Година пописа     | 1948. | 1953. | 1961. | 1971. | 1981. | 1991. | 2002. |
| ----------------- | ----- | ----- | ----- | ----- | ----- | ----- | ----- |
| Број домаћинстава | 539   | 541   | 556   | 527   | 478   | 457   | 387   |

| Број чланова      | 1  | 2  | 3  | 4  | 5  | 6  | 7  | 8  | 9 | 10 и више | Просек |
| ----------------- | -- | -- | -- | -- | -- | -- | -- | -- | - | --------- | ------ |
| Број домаћинстава | 74 | 82 | 54 | 66 | 48 | 29 | 22 | 11 | 1 | 0         | 3,43   |

| Пол    | Укупно | Неожењен/Неудата | Ожењен/Удата | Удовац/Удовица | Разведен/Разведена | Непознато |
| ------ | ------ | ---------------- | ------------ | -------------- | ------------------ | --------- |
| Мушки  | 529    | 86               | 384          | 42             | 17                 | 0         |
| Женски | 604    | 62               | 389          | 131            | 21                 | 1         |
| УКУПНО | 1.133  | 148              | 773          | 173            | 38                 | 1         |

| Пол    | Укупно                    | Пољопривреда, лов и шумарство | Рибарство                            | Вађење руде и камена | Прерађивачка индустрија       |
| ------ | ------------------------- | ----------------------------- | ------------------------------------ | -------------------- | ----------------------------- |
| Мушки  | 317                       | 194                           | 0                                    | 56                   | 5                             |
| Женски | 182                       | 139                           | 0                                    | 2                    | 6                             |
| УКУПНО | 499                       | 333                           | 0                                    | 58                   | 11                            |
| Пол    | Производња и снабдевање   | Грађевинарство                | Трговина                             | Хотели и ресторани   | Саобраћај, складиштење и везе |
| Мушки  | 5                         | 2                             | 12                                   | 8                    | 12                            |
| Женски | 0                         | 1                             | 9                                    | 0                    | 2                             |
| УКУПНО | 5                         | 3                             | 21                                   | 8                    | 14                            |
| Пол    | Финансијско посредовање   | Некретнине                    | Државна управа и одбрана             | Образовање           | Здравствени и социјални рад   |
| Мушки  | 0                         | 2                             | 5                                    | 2                    | 0                             |
| Женски | 0                         | 1                             | 2                                    | 4                    | 5                             |
| УКУПНО | 0                         | 3                             | 7                                    | 6                    | 5                             |
| Пол    | Остале услужне активности | Приватна домаћинства          | Екстериторијалне организације и тела | Непознато            | Непознато                     |
| Мушки  | 0                         | 0                             | 0                                    | 14                   | 14                            |
| Женски | 3                         | 0                             | 0                                    | 8                    | 8                             |
| УКУПНО | 3                         | 0                             | 0                                    | 22                   | 22                            |